# Élections sénatoriales de 2026 dans les Ardennes
Pour un article plus général, voir Élections sénatoriales françaises de 2026.
Les élections sénatoriales dans les Ardennes sont prévues en septembre 2026. Elles visent à renouveler les deux sénateurs du département.

## Contexte

### Élections sénatoriales de 2020
Lors des élections sénatoriales de 2020, Les Républicains parviennent à décrocher les deux sièges à l'issu du 2d tour, ainsi Else Joseph défait et succède à Benoît Huré, tout deux membres du même parti, tandis que Marc Laménie est réélu, il est néanmoins à noter que ce dernier quitte Les Républicains en 2024 pour rejoindre Horizons.

### Élections municipales de 2026
Les élections sénatoriales de 2026 prendront place 6 mois après les municipales de la même année. La très grande majorité des grands électeurs français étant issus des conseils municipaux, leur composition aura dès lors un impact important sur le scrutin sénatorial.

## Modalités

### Dates
Ces élections se tiendront en septembre 2026, les sénateurs étant élus pour une durée de 6 ans et les élections de 2020 ayant eu lieu le 27 septembre.

### Mode de scrutin
Les Ardennes étant représentées par deux sénateurs, ces derniers sont élus au scrutin uninominal majoritaire à deux tours. Est élu le candidat qui réunit la majorité absolue des suffrages exprimés et les voix d'un quart des électeurs inscrits dans la circonscription. À défaut, un second tour est organisé. Celui qui remporte le plus de voix au second tour est déclaré élu.

### Collège électoral
Les élections sénatoriales sont un scrutin indirect, cela signifie que seuls les grands électeurs sont appelés à voter lors de cette élection. Sont considérés comme grands électeurs:
- les députés et sénateurs ;
- les conseillers régionaux ;
- les conseillers départementaux ;
- les délégués des conseils municipaux. Cette dernière catégorie représente 95 % des grands électeurs[6].

## Résultats

### Sénateurs sortants et élus
| Sénateurs sortants | Parti | Parti | Groupe | Groupe | Sénateurs élus | Parti | Parti | Groupe | Groupe |
| ------------------ | ----- | ----- | ------ | ------ | -------------- | ----- | ----- | ------ | ------ |
| Else Joseph        |       | LR    |        | REP    |                |       |       |        |        |
| Marc Laménie       |       | HOR   |        | LIRT   |                |       |       |        |        |